# Adoxia vilis
Adoxia vilis es un coleóptero de la familia Chrysomelidae. Fue descrita científicamente por primera vez en 1924 por Weise.